# Ian Bowyer
Ian Bowyer (nascido em 6 de junho de 1951, em Cheshire) é um ex-jogador de futebol inglês que jogou principalmente como meio-campista. No Manchester City, ele ganhou a Copa da Liga e a Taça dos Clubes Vencedores de Taças. No Nottingham Forest, ele ganhou a Primeira Divisão, o bi-campeonato da Liga dos Campeões e o bi-campeonato da Copa da Liga.

## Carreira

### Manchester City
Ele começou sua carreira no Manchester City, estreando no time principal contra o Newcastle United em 16 de novembro de 1968. O City venceu a FA Cup de 1969, mas Bowyer não jogou na final.
Em março do ano seguinte, ele entrou como substituto de Mike Summerbee na final da Taça da Liga de 1970, batendo o West Bromwich Albion por 2-1. Um mês depois, ele foi um substituto em outro título, quando substituiu Mike Doyle aos 23 minutos do segundo tempo da final da Taça dos Clubes Vencedores de Taças de 1970, contra o Górnik Zabrze, em Viena.
Seu último jogo pelo City foi em 1 de maio de 1971, contra o Tottenham Hotspur. No total, ele marcou 13 gols em 57 jogos na equipe.

### Leyton Orient
Na temporada seguinte, ele se mudou para o Leyton Orient ficando lá por dois anos.

### Nottingham Forest
Em 1973, Bowyer mudou-se para o Nottingham Forest da Segunda Divisão. Brian Clough assumiu como treinador em 1975 trazendo Peter Taylor como seu assistente no ano seguinte. Bowyer e Forest foram promovidos para a Primeira Divisão no final da primeira temporada de Clough e Taylor no comando de Forest.
Em sua primeira temporada na primeira divisão, o Forest foi campeão da Liga terminando sete pontos acima do Liverpool. O Forest também venceu o Liverpool na final da Copa da Liga de 1978.
O Forest ganhou o bi-campeonato da Copa da Liga na temporada seguinte ao bater o Southampton por 3-2, com Bowyer no banco de reserva. Eles jogaram contra o Liverpool na primeira rodada da Taça dos Clubes Campeões Europeus de 1978–79 e avançaram ganhando por 2-0 no agregado. Na semifinal, Bowyer marcou o gol decisivo contra o Colônia na vitória por 1 a 0 na Alemanha, depois de um empate por 3 a 3 em Nottingham. 
Bowyer participou das vitórias por 1 a 0 na final contra o Malmö e na temporada seguinte contra o Hamburger SV.

### Sunderland
Ele deixou o Forest em janeiro de 1981 para se juntar ao Sunderland, ele estreou em 28 de janeiro de 1981 contra o Manchester United.

### Volta para o Forest
No ano seguinte, ele voltou ao Forest e fez mais 200 jogos no campeonato, terminando com um total de 564 jogos marcando 96 gols.

## Treinador
Ele se juntou ao Hereford United como um jogador-treinador em julho de 1987. Ele liderou o Hereford para o título da Copa de Gales em 1990, antes de deixar o clube.
Em 1994, ele se tornou auxiliar técnico de Peter Shilton no Plymouth Argyle, e depois foi para o Rotherham United até setembro de 1996. Mais tarde, tornou-se treinador do Birmingham City.
Ele retornou ao Forest como treinador em 2002 e permaneceu por três anos. Em 2006, ele foi nomeado auxiliar técnico de Paul Hart na Rushden & Diamonds, e mais tarde, ele foi para o Portsmouth.Ele retornou ao Forest como treinador em 2002 e permaneceu por três anos. Em 2006, ele foi nomeado auxiliar técnico de Paul Hart na Rushden & Diamonds.

## Honras
Manchester City
- Copa da inglaterra: 1968-69
- Taça Da Liga: 1969-70
- Taça das taças: 1969-70

Nottingham Forest
- 1976-77 Anglo-Taça Da Escócia
- Football League First Division: 1977-78
- Copa Da Liga: 1977-78, 1978-79
- Supercopa da Inglaterra: 1978
- Liga dos Campeões: 1978-79, 1979-80
- Supercopa da UEFA: 1979